# Delingsdorf
Delingsdorf (niederdeutsch Deinsdörp) ist eine Gemeinde im Kreis Stormarn in Schleswig-Holstein.

## Geografie

### Lage und Ortsgliederung
Das Gebiet der Gemeinde Delingsdorf erstreckt sich zwischen den Städten Ahrensburg und Bargteheide im Bereich des Naturraums Hamburger Ring (Haupteinheit Nr. 697), eines der südholsteinischen Geestgebiete. Im Gemeindegebiet fließt der Bach Strusbek.
Siedlungsgeografisch ist die Gemeinde nicht weiter untergliedert; einziger Ortsteil ist das namenstiftende Dorf.

### Nachbargemeinden
Das Gemeindegebiet wird direkt umlagert von jenen der Gemeinden und Städte:
|                    | Bargteheide                                 |         |
| Jersbek, Ammersbek | Kompassrose, die auf Nachbargemeinden zeigt | Hammoor |
|                    | Ahrensburg                                  |         |

## Geschichte
Im Mittelalter war das Gebiet um Delingsdorf überwiegend von Wald und Bruchwald bedeckt. Im Lauf der Zeit wurde immer mehr Wald gerodet. Etwa 600 Jahre nach der ersten urkundlichen Erwähnung war der Delingsdorfer Wald verschwunden.
Im Jahre 1327 wurde Delingsdorf erstmals urkundlich erwähnt, als Graf Johann der Milde von Holstein und Stormarn Landbesitz mit dem Kloster Reinfeld tauschte. Bei der Grenzbeschreibung des Gebietes wird auch ein „Dedelmestorpe“ genannt. Das Dorf wechselte häufig seinen Namen. Der Ortsname entstand wahrscheinlich aus einem Personennamen „Dedelow“, wie es zur Zeit der fränkischen Besiedelung im 12 und 13. Jahrhundert häufig war. 1389 wurde Delingsdorf dem Hamburger Domkapitel abgabenpflichtig. 1475 kaufte es die Tremsbütteler Adelsfamilie Heest. Auf der ältesten Delingsdorfer Flurkarte von 1774 ist die planmäßige Anlage eines Angerdorfes erkennbar. Auf der erwähnten Flurkarte sind die Schulkate, heute der Delingsdorfer Kindergarten, sowie der bis heute existierende „Bauernteich“ eingezeichnet.
Im Jahr 1686 ist die örtliche Schule erstmals nachweisbar. Sie  bestand bis 1966.
Im Jahre 1855 betrug die Einwohnerzahl 320, und die Schule hatte 80 Schüler. Es waren Voll-, Halb-, Drittel- und Viertelhufner (Grundbesitzer) ansässig.
Delingsdorf gehörte zum landesherrlichen Amt Tremsbüttel und kam 1867 als Landgemeinde zur Kirchspielvogtei Bargteheide, 1889 zum Amtsbezirk Bargteheide. Seit der Kommunalreform nach dem Zweiten Weltkrieg gehört Delingsdorf zum Amt Bargteheide-Land.
Die beiden Weltkriege und deren Folgen brachten für Delingsdorf große Veränderungen mit sich. Viele Flüchtlinge und ausgebombte Hamburger brauchten eine Unterkunft. Belief sich die Einwohnerzahl 1936 auf 426, so stieg sie nach Ende des Zweiten Weltkrieges sprunghaft auf 1026 an. Das Dorf wandelte sich – auch durch die günstige Verkehrsanbindung – vom Bauerndorf zur Wohngemeinde der Metropolregion Hamburg.

## Politik

### Gemeindevertretung
Bei der Kommunalwahl am 14. Mai 2023 wurden insgesamt 13 Sitze vergeben. Von diesen erhielt die Wählergemeinschaft Delingsdorf sieben Sitze, die CDU vier Sitze und die SPD zwei Sitze.

### Wappen
Blasonierung: „In Grün auf goldenem, beiderseits eingebogenem Hügel, der mit einem grünen Wagenrad belegt ist, ein dreiblättriges silbernes Eichenbäumchen.“

## Wirtschaft und Infrastruktur

### Öffentliche Einrichtungen
- Feuerwehrhaus (1970 eingeweiht)
- Mehrzweckhaus (1980 eingeweiht)
- Kindergarten
- Bürgerhaus

### Bildung
In der Gemeinde Delingsdorf besteht heute noch ein Kindergarten.

### Verkehr
Durch den Ort Delingsdorf führt die schleswig-holsteinische Landesstraße 82.
Im ÖPNV ist Delingsdorf mittels der Buslinie 8110 im Hamburger-Verkehrsverbund auf der Relation Ahrensburg–Bad Oldesloe erreichbar. Der Schienenpersonen-Nahverkehr erfolgt am beiderseitigen Ende dieser Linie in Ahrensburg und Bad Oldesloe an der Bahnstrecke Lübeck–Hamburg.

## Bildergalerie

Die Friedenslinde aus 1871
Der Dorfteich
Hamburger Straße (L 82)
Die Heisterbek